# Peace, Love & Pitbulls (album)
Peace, Love & Pitbulls är ett musikalbum med industrimetalbandet Peace, Love & Pitbulls, utgivet 1992.

## Låtlista
1. "(I'm the) Radio King-Kong" - 4:41
2. "Do the Monkey (Hitch Hike to Mars)" - 4:27
3. "Dog Church" - 5:41
4. "Be My TV" - 4:24
5. "Reverberation Nation" - 5:47
6. "Elektrik 93" - 4:57
7. "What's Wrong" -  0:24
8. "Nutopia" - 3:57
9. "Futurehead" - 3:14
10. "This Is Trash" - 3:29
11. "A. Psycho" - 5:59
12. "Do the Monkey (Remix)" - 4:27